# The Girl in Lovers Lane
The Girl from Lovers Lane is een Amerikaanse film uit 1959. De film werd geregisseerd door Charles R. Rondeau. Hoofdrollen werden vertolkt door Brett Halsey, Joyce Meadows en Lowell Brown.

## Verhaal
De film draait om Danny Winslow, de zoon van een rijke familie. Hij besluit op een dag van huis weg te lopen. Al snel ontmoet hij de zwerver Bix Dungan, die bereid is hem de kneepjes van het vak te leren. Door zijn naïeve houding begaat Danny fout na fout, en moet steeds worden gecorrigeerd door Bix. Dan ontmoet Bix de mooie serveerster Carrie, en begint te twijfelen aan zijn zwerversleven.

## Rolverdeling
| Acteur        | Personage     | Opmerkingen        |
| ------------- | ------------- | ------------------ |
| Brett Halsey  | Bix Dugan     |                    |
| Joyce Meadows | Carrie Anders |                    |
| Lowell Brown  | Danny Winslow |                    |
| Jack Elam     | Jesse         |                    |
| Selette Cole  | Peggy         |                    |
| Bill Coontz   | Bill Coontz   | als William Coontz |
| Emile Meyer   | Cal Anders    |                    |

## Achtergrond
De film werd bespot in de cultserie Mystery Science Theater 3000.